# Тур ATP 2004
Світовий Тур ATP 2004 — елітний світовий тур тенісистів професіоналів, що проводиться Асоціацією Тенісистів Професіоналів (ATP) з січня до листопада 2004 року. Тур включав чотири турніри Великого шлему, Фінал ATP, тур ATP Мастерс, ATP International Series Gold, ATP International Series.

## Розклад турнірів
Легенда
| Турнір Великого Шолому        |
| Фінал Туру ATP                |
| ATP Masters Series            |
| ATP International Series Gold |
| ATP International Series      |
| Командні змагання             |

### Січень
| Тиждень           | Турнір | Чемпіони                                        | Фіналісти                        | Півфіналісти                                             | Чвертьфіналісти                                                 |
| ----------------- | --- | ----------------------------------------------- | -------------------------------- | -------------------------------------------------------- | --------------------------------------------------------------- |
| 5 січня           | Hopman Cup Перт, Австралія Hopman Cup Тверде (i) – 8 teams (RR)                                                                  | США 2–1                                         | Словаччина                       | Вибули у груповому турнірі (Група A) Франція Росія Чехія | Вибули у груповому турнірі (Група B) Австралія Бельгія Угорщина |
| 5 січня           | AAPT Championships Аделаїда, Австралія International Series $380,000 – тверде Одиночний розряд – Парний розряд                   | Домінік Хрбати 6–4, 6–0                         | Мікаель Льодра                   | Яркко Ніємінен Тейлор Дент                               | Тодд Рід Сіріль Сольньє Томас Юганссон Вінс Спейдія             |
| 5 січня           | AAPT Championships Аделаїда, Австралія International Series $380,000 – тверде Одиночний розряд – Парний розряд                   | Боб Браян Майк Браян 7–5, 6–3                   | Арно Клеман Мікаель Льодра       | Яркко Ніємінен Тейлор Дент                               | Тодд Рід Сіріль Сольньє Томас Юганссон Вінс Спейдія             |
| 5 січня           | Chennai Open Ченнай, Індія International Series $380,000 – тверде Одиночний розряд – Парний розряд                               | Карлос Моя 6–4, 3–6, 7–6(7–5)                   | Парадорн Шрічапхан               | Шенг Схалкен Томмі Робредо                               | Тьєррі Асьйон Фелікс Мантілья Жан-Рене Лінар Ігор Андрєєв       |
| 5 січня           | Chennai Open Ченнай, Індія International Series $380,000 – тверде Одиночний розряд – Парний розряд                               | Рафаель Надаль Томмі Робредо 7–6(7–3), 4–6, 6–3 | Джонатан Ерліх Енді Рам          | Шенг Схалкен Томмі Робредо                               | Тьєррі Асьйон Фелікс Мантілья Жан-Рене Лінар Ігор Андрєєв       |
| 5 січня           | Qatar ExxonMobil Open Доха, Катар International Series $1,000,000 – тверде Одиночний розряд – Парний розряд                      | Ніколя Ескюде 6–3, 7–6(7–4)                     | Іван Любичич                     | Агустін Кальєрі Тім Генман                               | Йонас Бйоркман Лі Хьон Тхек Себастьян Грожан Саргис Саргсян     |
| 5 січня           | Qatar ExxonMobil Open Доха, Катар International Series $1,000,000 – тверде Одиночний розряд – Парний розряд                      | Мартін Дамм Цирил Сук 6–2, 6–4                  | Штефан Коубек Енді Роддік        | Агустін Кальєрі Тім Генман                               | Йонас Бйоркман Лі Хьон Тхек Себастьян Грожан Саргис Саргсян     |
| 12 січня          | Heineken Open Окленд, Нова Зеландія International Series $404,000 – тверде Одиночний розряд – Парний розряд                      | Домінік Хрбати 4–6, 6–2, 7–5                    | Рафаель Надаль                   | Густаво Куертен Їржі Новак                               | Філіпп Кольшрайбер Вінс Спейдія Грегорі Карраз Рамон Слюйтер    |
| 12 січня          | Heineken Open Окленд, Нова Зеландія International Series $404,000 – тверде Одиночний розряд – Парний розряд                      | Магеш Бгупаті Фабріс Санторо 4–6, 7–5, 6–3      | Їржі Новак Радек Штепанек        | Густаво Куертен Їржі Новак                               | Філіпп Кольшрайбер Вінс Спейдія Грегорі Карраз Рамон Слюйтер    |
| 12 січня          | Adidas International Сідней, Австралія International Series $380,000 – тверде Одиночний розряд – Парний розряд                   | Ллейтон Г'юїтт 4–3 ret.                         | Карлос Моя                       | Вейн Феррейра Мартін Веркерк                             | Тодд Рід Томмі Робредо Марк Філіппуссіс Арно Клеман             |
| 12 січня          | Adidas International Сідней, Австралія International Series $380,000 – тверде Одиночний розряд – Парний розряд                   | Йонас Бйоркман Тодд Вудбрідж 7–6(7–3), 7–5      | Боб Браян Майк Браян             | Вейн Феррейра Мартін Веркерк                             | Тодд Рід Томмі Робредо Марк Філіппуссіс Арно Клеман             |
| 19 січня 26 січня | Відкритий чемпіонат Австралії з тенісу Мельбурн, Австралія Grand Slam $6,737,000 – тверде Одиночний розряд – Парний розряд Мікст | Роджер Федерер 7–6(7–3), 6–4, 6–2               | Марат Сафін                      | Андре Агассі Хуан Карлос Ферреро                         | Енді Роддік Себастьян Грожан Хішам Аразі Давід Налбандян        |
| 19 січня 26 січня | Відкритий чемпіонат Австралії з тенісу Мельбурн, Австралія Grand Slam $6,737,000 – тверде Одиночний розряд – Парний розряд Мікст | Мікаель Льодра Фабріс Санторо 7–6(7–4), 6–3     | Боб Браян Майк Браян             | Андре Агассі Хуан Карлос Ферреро                         | Енді Роддік Себастьян Грожан Хішам Аразі Давід Налбандян        |
| 19 січня 26 січня | Відкритий чемпіонат Австралії з тенісу Мельбурн, Австралія Grand Slam $6,737,000 – тверде Одиночний розряд – Парний розряд Мікст | Ненад Зімоньїч Олена Бовіна 6–1, 7–6(7–3)       | Леандер Паес Мартіна Навратілова | Андре Агассі Хуан Карлос Ферреро                         | Енді Роддік Себастьян Грожан Хішам Аразі Давід Налбандян        |

### Лютий
| Тиждень   | Турнір | Чемпіони | Фіналісти                                                                                               | Півфіналісти                  | Чвертьфіналісти                                               |
| --------- | --- | --- | --- | ----------------------------- | ------------------------------------------------------------- |
| 2 лютого  | Davis Cup by BNP Paribas First Round Аделаїда, Австралія – тверде Монтвілл, США – тверде (i) Мінськ, Білорусь – carpet (i) Агадір, Марокко – тверде (i) Бухарест, Румунія – clay (i) Мец, Франція – clay (i) Маастрихт, Нідерланди – clay (i) Брно, Чехія – carpet (i) | Переможці першого раунду Швеція 4–1 · Сполучені Штати Америки 5–0 · Білорусь 3–2 · Аргентина 5–0 · Швейцарія 3–2 · Франція 4–1 · Нідерланди 4–1 · Іспанія 3–2 | Переможені у першому раунді Австралія · Австрія · Росія · Марокко · Румунія · Хорватія · Канада · Чехія |                               |                                                               |
| 9 лютого  | Milan Indoor Мілан, Італія International Series $375,750 – carpet (i) Одиночний розряд – Парний розряд | Антоні Дюпюї 6–4, 6–7(12–14), 7–6(7–5) | Маріо Анчич                                                                                             | Томас Юганссон Грегорі Карраз | Кароль Кучера Томмі Робредо Михайло Южний Мартін Веркерк      |
| 9 лютого  | Milan Indoor Мілан, Італія International Series $375,750 – carpet (i) Одиночний розряд – Парний розряд | Джаред Палмер Павел Візнер 6–4, 6–4 | Даніеле Браччалі Джорджо Галімберті                                                                     | Томас Юганссон Грегорі Карраз | Кароль Кучера Томмі Робредо Михайло Южний Мартін Веркерк      |
| 9 лютого  | Siebel Open Сан-Хосе, США International Series $380,000 – тверде (i) Одиночний розряд – Парний розряд | Енді Роддік 7–6(15–13), 6–4 | Марді Фіш                                                                                               | Роберт Кендрік Андре Агассі   | Йоахім Йоханссон Сіріль Сольньє Лі Хьон Тхек Ян-Майкл Гембілл |
| 9 лютого  | Siebel Open Сан-Хосе, США International Series $380,000 – тверде (i) Одиночний розряд – Парний розряд | Джеймс Блейк Марді Фіш 6–2, 7–5 | Рік Ліч Браян Макфі                                                                                     | Роберт Кендрік Андре Агассі   | Йоахім Йоханссон Сіріль Сольньє Лі Хьон Тхек Ян-Майкл Гембілл |
| 9 лютого  | Bell South Open Вінья-дель-Мар, Чилі International Series $333,000 – clay Одиночний розряд – Парний розряд | Фернандо Гонсалес 7–5, 6–4 | Густаво Куертен                                                                                         | Флавіо Саретта Давід Санчес   | Ніколас Массу Маріано Сабалета Гастон Гаудіо Філіппо Воландрі |
| 9 лютого  | Bell South Open Вінья-дель-Мар, Чилі International Series $333,000 – clay Одиночний розряд – Парний розряд | Хуан Ігнасіо Чела Гастон Гаудіо 7–6(7–2), 7–6(7–3) | Ніколас Лапентті Мартін Родрігес                                                                        | Флавіо Саретта Давід Санчес   | Ніколас Массу Маріано Сабалета Гастон Гаудіо Філіппо Воландрі |
| 16 лютого | Argentina Open Буенос-Айрес, Аргентина International Series $380,000 – clay Одиночний розряд – Парний розряд | Гільєрмо Кор'я 6–4, 6–1 | Карлос Моя                                                                                              | Рішар Гаске Хосе Акасусо      | Хуан Монако Ніколас Массу Давид Феррер Маріано Сабалета       |
| 16 лютого | Argentina Open Буенос-Айрес, Аргентина International Series $380,000 – clay Одиночний розряд – Парний розряд | Лукас Арнольд Кер Маріано Худ 7–5, 6–7(2–7), 6–4 | Федеріко Бровне Дієґо Веронельї                                                                         | Рішар Гаске Хосе Акасусо      | Хуан Монако Ніколас Массу Давид Феррер Маріано Сабалета       |
| 16 лютого | U.S. National Indoor Championships Мемфіс, США International Series Gold $690,000 – тверде (i) | Йоахім Йоханссон 7–6(7–5), 6–3 | Ніколас Кіфер                                                                                           | Томас Енквіст Марді Фіш       | Енді Роддік Ян-Майкл Гембілл Ксав'є Малісс Дмитро Турсунов    |
| 16 лютого | U.S. National Indoor Championships Мемфіс, США International Series Gold $690,000 – тверде (i) | Боб Браян Майк Браян 6–3, 6–4 | Джефф Кутзе Кріс Гаггард                                                                                | Томас Енквіст Марді Фіш       | Енді Роддік Ян-Майкл Гембілл Ксав'є Малісс Дмитро Турсунов    |
| 16 лютого | ABN AMRO World Tennis Tournament Роттердам, Нідерланди International Series Gold $842,000 – тверде (i) Одиночний розряд – Парний розряд | Ллейтон Г'юїтт 6–7(1–7), 7–5, 6–4 | Хуан Карлос Ферреро                                                                                     | Тім Генман Максим Мирний      | Роджер Федерер Райнер Шуттлер Яркко Ніємінен Рамон Слюйтер    |
| 16 лютого | ABN AMRO World Tennis Tournament Роттердам, Нідерланди International Series Gold $842,000 – тверде (i) Одиночний розряд – Парний розряд | Пол Генлі Радек Штепанек 5–7, 7–6(7–5), 7–5 | Джонатан Ерліх Енді Рам                                                                                 | Тім Генман Максим Мирний      | Роджер Федерер Райнер Шуттлер Яркко Ніємінен Рамон Слюйтер    |
| 23 лютого | Brasil Open Баїя, Бразилія International Series $380,000 – clay Одиночний розряд – Парний розряд | Густаво Куертен 3–6, 6–2, 6–3 | Агустін Кальєрі                                                                                         | Хосе Акасусо Луїс Орна        | Томас Беренд Франко Скілларі Хуан Ігнасіо Чела Гало Бланко    |
| 23 лютого | Brasil Open Баїя, Бразилія International Series $380,000 – clay Одиночний розряд – Парний розряд | Маріуш Фирстенберг Марцин Матковський 6–2, 6–2 | Томас Беренд Леош Фридль                                                                                | Хосе Акасусо Луїс Орна        | Томас Беренд Франко Скілларі Хуан Ігнасіо Чела Гало Бланко    |
| 23 лютого | Open 13 Марсель, Франція International Series $593,750 – тверде (i) Одиночний розряд – Парний розряд | Домінік Хрбати 4–6, 6–4, 6–4 | Робін Содерлінг                                                                                         | Арно Клеман Йонас Бйоркман    | Фернандо Гонсалес Альберто Мартін Максим Мирний Марк Россе    |
| 23 лютого | Open 13 Марсель, Франція International Series $593,750 – тверде (i) Одиночний розряд – Парний розряд | Марк Ноулз Деніел Нестор 7–5, 6–3 | Мартін Дамм Цирил Сук                                                                                   | Арно Клеман Йонас Бйоркман    | Фернандо Гонсалес Альберто Мартін Максим Мирний Марк Россе    |

### Березень
| Тиждень               | Турнір | Чемпіони                                   | Фіналісти                       | Півфіналісти                      | Чвертьфіналісти                                                     |
| --------------------- | --- | ------------------------------------------ | ------------------------------- | --------------------------------- | ------------------------------------------------------------------- |
| 1 березня             | Abierto Mexicano de Tenis 2004 Telefonica Movistar Акапулько, Мексика International Series Gold $627,000 – clay Одиночний розряд – Парний розряд | Карлос Моя 6–3, 6–0                        | Фернандо Вердаско               | Хуан Ігнасіо Чела Гільєрмо Каньяс | Філіппо Воландрі Оскар Ернандес Рубен Рамірес Ідальго Ніколас Массу |
| 1 березня             | Abierto Mexicano de Tenis 2004 Telefonica Movistar Акапулько, Мексика International Series Gold $627,000 – clay Одиночний розряд – Парний розряд | Боб Браян Майк Браян 6–2, 6–3              | Хуан Ігнасіо Чела Ніколас Массу | Хуан Ігнасіо Чела Гільєрмо Каньяс | Філіппо Воландрі Оскар Ернандес Рубен Рамірес Ідальго Ніколас Массу |
| 1 березня             | Dubai Tennis Championships Дубай, Об'єднані Арабські Емірати International Series Gold $1,000,000 – тверде Одиночний розряд – Парний розряд      | Роджер Федерер 4–6, 6–1, 6–2               | Фелісіано Лопес                 | Яркко Ніємінен Михайло Южний      | Андрей Павел Шенг Схалкен Іван Любичич Рафаель Надаль               |
| 1 березня             | Dubai Tennis Championships Дубай, Об'єднані Арабські Емірати International Series Gold $1,000,000 – тверде Одиночний розряд – Парний розряд      | Магеш Бгупаті Фабріс Санторо 6–2, 4–6, 6–4 | Йонас Бйоркман Леандер Паес     | Яркко Ніємінен Михайло Южний      | Андрей Павел Шенг Схалкен Іван Любичич Рафаель Надаль               |
| 1 березня             | Franklin Templeton Tennis Classic Скоттдейл, США International Series $380,000 – тверде Одиночний розряд – Парний розряд                         | Вінс Спейдія 7–5, 6–7(5–7), 6–3            | Ніколас Кіфер                   | Енді Роддік Віктор Генеску        | Ян-Майкл Гембілл Джеймс Блейк Роббі Джінепрі Мартін Веркерк         |
| 1 березня             | Franklin Templeton Tennis Classic Скоттдейл, США International Series $380,000 – тверде Одиночний розряд – Парний розряд                         | Рік Ліч Браян Макфі 6–3, 6–1               | Джефф Кутзе Кріс Гаггард        | Енді Роддік Віктор Генеску        | Ян-Майкл Гембілл Джеймс Блейк Роббі Джінепрі Мартін Веркерк         |
| 8 березня 15 березня  | Pacific Life Open Індіан-Веллс, США Masters Series $2,779,600 – тверде Одиночний розряд – Парний розряд                                          | Роджер Федерер 6–3, 6–3                    | Тім Генман                      | Андре Агассі Іраклій Лабадзе      | Хуан Ігнасіо Чела Гільєрмо Кор'я Енді Роддік Джеймс Блейк           |
| 8 березня 15 березня  | Pacific Life Open Індіан-Веллс, США Masters Series $2,779,600 – тверде Одиночний розряд – Парний розряд                                          | Арно Клеман Себастьян Грожан 6–3, 4–6, 7–5 | Вейн Блек Кевін Ульєтт          | Андре Агассі Іраклій Лабадзе      | Хуан Ігнасіо Чела Гільєрмо Кор'я Енді Роддік Джеймс Блейк           |
| 22 березня 29 березня | NASDAQ-100 Open 2004 Маямі, США Masters Series $3,200,000 – тверде Одиночний розряд – Парний розряд                                              | Енді Роддік 6–7(2–7), 6–3, 6–1 ret.        | Гільєрмо Кор'я                  | Фернандо Гонсалес Вінс Спейдія    | Андрей Павел Ніколас Кіфер Агустін Кальєрі Карлос Моя               |
| 22 березня 29 березня | NASDAQ-100 Open 2004 Маямі, США Masters Series $3,200,000 – тверде Одиночний розряд – Парний розряд                                              | Вейн Блек Кевін Ульєтт 6–2, 7–6(14–12)     | Йонас Бйоркман Тодд Вудбрідж    | Фернандо Гонсалес Вінс Спейдія    | Андрей Павел Ніколас Кіфер Агустін Кальєрі Карлос Моя               |

### Квітень
| Тиждень   | Турнір | Чемпіони                                                                                       | Фіналісти                                                              | Півфіналісти                        | Чвертьфіналісти                                                   |
| --------- | --- | ---------------------------------------------------------------------------------------------- | ---------------------------------------------------------------------- | ----------------------------------- | ----------------------------------------------------------------- |
| 5 квітня  | Davis Cup by BNP Paribas Quarterfinals Делрей-Біч, США – тверде Мінськ, Білорусь – carpet (i) Прії, Швейцарія – тверде (i) Пальма, Іспанія – clay | Переможці чвертьфіналів Сполучені Штати Америки 4–1 · Білорусь 5–0 · Франція 3–2 · Іспанія 4–1 | Переможені у чвертьфіналах Швеція · Аргентина · Швейцарія · Нідерланди |                                     |                                                                   |
| 12 квітня | Estoril Open Оейраш, Португалія International Series $519,750 – clay Одиночний розряд – Парний розряд                                             | Хуан Ігнасіо Чела 6–7(2), 6–3, 6–3                                                             | Марат Сафін                                                            | Флоріан Маєр Іраклій Лабадзе        | Віктор Генеску Олів'є Пасьянс Томмі Робредо Рафаель Надаль        |
| 12 квітня | Estoril Open Оейраш, Португалія International Series $519,750 – clay Одиночний розряд – Парний розряд                                             | Хуан Ігнасіо Чела Гастон Гаудіо 6–2, 6–1                                                       | Франтішек Чермак Леош Фридль                                           | Флоріан Маєр Іраклій Лабадзе        | Віктор Генеску Олів'є Пасьянс Томмі Робредо Рафаель Надаль        |
| 12 квітня | U.S. Men's Clay Court Championships Х'юстон, США International Series $400,000 – clay Одиночний розряд – Парний розряд                            | Томмі Гаас 6–3, 6–4                                                                            | Енді Роддік                                                            | Луїс Орна Андрей Павел              | Юрген Мельцер Тодд Мартін Джеймс Блейк Дмитро Турсунов            |
| 12 квітня | U.S. Men's Clay Court Championships Х'юстон, США International Series $400,000 – clay Одиночний розряд – Парний розряд                            | Джеймс Блейк Марді Фіш 6–3, 6–4                                                                | Рік Ліч Браян Макфі                                                    | Луїс Орна Андрей Павел              | Юрген Мельцер Тодд Мартін Джеймс Блейк Дмитро Турсунов            |
| 12 квітня | Open de Tenis Comunidad Valenciana Валенсія International Series $395,750 – clay Одиночний розряд – Парний розряд                                 | Фернандо Вердаско 7–6(5), 6–3                                                                  | Альберт Монтаньєс                                                      | Хуан Карлос Ферреро Альберто Мартін | Маріо Анчич Давид Феррер Крістоф Рохус Марк Лопес Таррес          |
| 12 квітня | Open de Tenis Comunidad Valenciana Валенсія International Series $395,750 – clay Одиночний розряд – Парний розряд                                 | Гастон Етліс Мартін Родрігес 7–5, 7–6(5)                                                       | Фелісіано Лопес Марк Лопес Таррес                                      | Хуан Карлос Ферреро Альберто Мартін | Маріо Анчич Давид Феррер Крістоф Рохус Марк Лопес Таррес          |
| 19 квітня | Monte Carlo Masters Рокбрюн-Кап-Мартен, Франція Masters Series $2,425,500 – clay Одиночний розряд – Парний розряд                                 | Гільєрмо Кор'я 6–2, 6–1, 6–3                                                                   | Райнер Шуттлер                                                         | Марат Сафін Карлос Моя              | Альберто Мартін Давід Налбандян Тім Генман Микола Давиденко       |
| 19 квітня | Monte Carlo Masters Рокбрюн-Кап-Мартен, Франція Masters Series $2,425,500 – clay Одиночний розряд – Парний розряд                                 | Тім Генман Ненад Зімоньїч 7–5, 6–2                                                             | Гастон Етліс Мартін Родрігес                                           | Марат Сафін Карлос Моя              | Альберто Мартін Давід Налбандян Тім Генман Микола Давиденко       |
| 26 квітня | Torneo Godó Барселона, Іспанія International Series Gold $990,000 – clay Одиночний розряд – Парний розряд                                         | Томмі Робредо 6–3, 4–6, 6–2, 3–6, 6–3                                                          | Гастон Гаудіо                                                          | Крістоф Вліген Альберт Монтаньєс    | Фернандо Гонсалес Давід Налбандян Агустін Кальєрі Густаво Куертен |
| 26 квітня | Torneo Godó Барселона, Іспанія International Series Gold $990,000 – clay Одиночний розряд – Парний розряд                                         | Марк Ноулз Деніел Нестор 4–6, 6–3, 6–4                                                         | Маріано Худ Себастьян Прієто                                           | Крістоф Вліген Альберт Монтаньєс    | Фернандо Гонсалес Давід Налбандян Агустін Кальєрі Густаво Куертен |
| 26 квітня | BMW Open Мюнхен, Німеччина International Series $375,750 – clay Одиночний розряд – Парний розряд                                                  | Микола Давиденко 6–4, 7–5                                                                      | Мартін Веркерк                                                         | Луїс Орна Олів'є Рохус              | Райнер Шуттлер Радек Штепанек Мішель Кратохвіл Александер Васке   |
| 26 квітня | BMW Open Мюнхен, Німеччина International Series $375,750 – clay Одиночний розряд – Парний розряд                                                  | Джеймс Блейк Марк Мерклейн 6–2, 6–4                                                            | Юліан Ноул Ненад Зімоньїч                                              | Луїс Орна Олів'є Рохус              | Райнер Шуттлер Радек Штепанек Мішель Кратохвіл Александер Васке   |

### Травень
| Тиждень             | Турнір | Чемпіони                                   | Фіналісти                     | Півфіналісти                   | Чвертьфіналісти                                               |
| ------------------- | --- | ------------------------------------------ | ----------------------------- | ------------------------------ | ------------------------------------------------------------- |
| 3 травня            | Italian Open 2004 Rome, Італія Masters Series $2,425,500 – clay Одиночний розряд – Парний розряд                        | Карлос Моя 6–3, 6–3, 6–1                   | Давід Налбандян               | Альберт Коста Маріано Сабалета | Їржі Новак Вінс Спейдія Ніколас Массу Андрей Павел            |
| 3 травня            | Italian Open 2004 Rome, Італія Masters Series $2,425,500 – clay Одиночний розряд – Парний розряд                        | Магеш Бгупаті Максим Мирний 2–6, 6–3, 6–4  | Вейн Артурс Пол Генлі         | Альберт Коста Маріано Сабалета | Їржі Новак Вінс Спейдія Ніколас Массу Андрей Павел            |
| 10 травня           | Hamburg Masters Гамбург, Німеччина Masters Series $2,425,500 – clay Одиночний розряд – Парний розряд                    | Роджер Федерер 4–6, 6–4, 6–2, 6–3          | Гільєрмо Кор'я                | Ллейтон Г'юїтт Іван Любичич    | Карлос Моя Юрген Мельцер Михайло Южний Давид Феррер           |
| 10 травня           | Hamburg Masters Гамбург, Німеччина Masters Series $2,425,500 – clay Одиночний розряд – Парний розряд                    | Вейн Блек Кевін Ульєтт 6–4, 6–2            | Боб Браян Майк Браян          | Ллейтон Г'юїтт Іван Любичич    | Карлос Моя Юрген Мельцер Михайло Южний Давид Феррер           |
| 17 травня           | World Team Cup Дюссельдорф, Німеччина World Team Cup $2,100,000 – clay                                                  | Чилі · 2–1                                 | Австралія                     | Німеччина · Аргентина          | Чехія · Іспанія · Сполучені Штати Америки · Нідерланди        |
| 17 травня           | Grand Prix Hassan II Касабланка, Марокко International Series $351,000 – clay Одиночний розряд – Парний розряд          | Сантьяго Вентура Бертомеу 6–3, 1–6, 6–4    | Домінік Хрбати                | Жульєн Беннето Крістоф Рохус   | Оскар Ернандес Тьєррі Асьйон Антоні Дюпюї Їво Гойбергер       |
| 17 травня           | Grand Prix Hassan II Касабланка, Марокко International Series $351,000 – clay Одиночний розряд – Парний розряд          | Енцо Артоні Фернандо Вісенте 3–6, 6–0, 6–4 | Їв Аллегро Міхаель Кольманн   | Жульєн Беннето Крістоф Рохус   | Оскар Ернандес Тьєррі Асьйон Антоні Дюпюї Їво Гойбергер       |
| 17 травня           | Internationaler Raiffeisen Grand Prix Санкт-Пельтен, Австрія International Series $375,750 – clay                       | Філіппо Воландрі 6–1, 6–4                  | Ксав'є Малісс                 | Давід Санчес Юрген Мельцер     | Віктор Генеску Микола Давиденко Олів'є Рохус Даніель Коллерер |
| 17 травня           | Internationaler Raiffeisen Grand Prix Санкт-Пельтен, Австрія International Series $375,750 – clay                       | Маріано Худ Петр Пала 3–6, 7–5, 6–4        | Томаш Цибулець Леош Фридль    | Давід Санчес Юрген Мельцер     | Віктор Генеску Микола Давиденко Олів'є Рохус Даніель Коллерер |
| 24 травня 31 травня | Відкритий чемпіонат Франції з тенісу Paris, Франція Grand Slam $7,462,318 – clay Одиночний розряд – Парний розряд Мікст | Гастон Гаудіо 0–6, 3–6, 6–4, 6–1, 8–6      | Гільєрмо Кор'я                | Давід Налбандян Тім Генман     | Густаво Куертен Ллейтон Г'юїтт Карлос Моя Хуан Ігнасіо Чела   |
| 24 травня 31 травня | Відкритий чемпіонат Франції з тенісу Paris, Франція Grand Slam $7,462,318 – clay Одиночний розряд – Парний розряд Мікст | Ксав'є Малісс Олів'є Рохус 7–5, 7–5        | Мікаель Льодра Фабріс Санторо | Давід Налбандян Тім Генман     | Густаво Куертен Ллейтон Г'юїтт Карлос Моя Хуан Ігнасіо Чела   |
| 24 травня 31 травня | Відкритий чемпіонат Франції з тенісу Paris, Франція Grand Slam $7,462,318 – clay Одиночний розряд – Парний розряд Мікст | Рішар Гаске Татьяна Головін 6–3, 6–4       | Вейн Блек Кара Блек           | Давід Налбандян Тім Генман     | Густаво Куертен Ллейтон Г'юїтт Карлос Моя Хуан Ігнасіо Чела   |

### Червень
| Тиждень             | Турнір | Чемпіони                                        | Фіналісти                  | Півфіналісти                 | Чвертьфіналісти                                            |
| ------------------- | --- | ----------------------------------------------- | -------------------------- | ---------------------------- | ---------------------------------------------------------- |
| 7 червня            | Gerry Weber Open Галле, Німеччина International Series $791,750 – grass Одиночний розряд – Парний розряд      | Роджер Федерер 6–0, 6–3                         | Марді Фіш                  | Їржі Новак Райнер Шуттлер    | Арно Клеман Томмі Гаас Фернандо Вердаско Ніколас Кіфер     |
| 7 червня            | Gerry Weber Open Галле, Німеччина International Series $791,750 – grass Одиночний розряд – Парний розряд      | Леандер Паес Давід Рікл 6–2, 7–5                | Томаш Цибулець Петр Пала   | Їржі Новак Райнер Шуттлер    | Арно Клеман Томмі Гаас Фернандо Вердаско Ніколас Кіфер     |
| 7 червня            | Stella Artois Championships Лондон, UK International Series $761,750 – grass Одиночний розряд – Парний розряд | Енді Роддік 7–6(7–4), 6–4                       | Себастьян Грожан           | Ллейтон Г'юїтт Лі Хьон Тхек  | Парадорн Шрічапхан Ігор Андрєєв Кароль Бек Радек Штепанек  |
| 7 червня            | Stella Artois Championships Лондон, UK International Series $761,750 – grass Одиночний розряд – Парний розряд | Боб Браян Майк Браян 6–4, 6–4                   | Марк Ноулз Деніел Нестор   | Ллейтон Г'юїтт Лі Хьон Тхек  | Парадорн Шрічапхан Ігор Андрєєв Кароль Бек Радек Штепанек  |
| 14 червня           | Ordina Open Гертогенбос, Нідерланди International Series $375,750 – grass Одиночний розряд – Парний розряд    | Мікаель Льодра 6–3, 6–4                         | Гільєрмо Кор'я             | Маріо Анчич Томмі Робредо    | Арно Клеман Мартін Веркерк Фернандо Вердаско Рамон Слюйтер |
| 14 червня           | Ordina Open Гертогенбос, Нідерланди International Series $375,750 – grass Одиночний розряд – Парний розряд    | Мартін Дамм Цирил Сук 6–3, 6–7(5–7), 6–3        | Ларс Бургсмюллер Ян Вацек  | Маріо Анчич Томмі Робредо    | Арно Клеман Мартін Веркерк Фернандо Вердаско Рамон Слюйтер |
| 14 червня           | Nottingham Open Ноттінгем, UK International Series $375,750 – grass Одиночний розряд – Парний розряд          | Парадорн Шрічапхан 1–6, 7–6(7–4), 6–3           | Томас Юганссон             | Робін Содерлінг Тейлор Дент  | Хішам Аразі Флавіо Саретта Грег Руседскі Віктор Генеску    |
| 14 червня           | Nottingham Open Ноттінгем, UK International Series $375,750 – grass Одиночний розряд – Парний розряд          | Пол Генлі Тодд Вудбрідж 6–4, 6–3                | Рік Ліч Браян Макфі        | Робін Содерлінг Тейлор Дент  | Хішам Аразі Флавіо Саретта Грег Руседскі Віктор Генеску    |
| 21 червня 28 червня | Вімблдонський турнір London, UK Grand Slam $8,328,704 – grass Одиночний розряд – Парний розряд Мікст          | Роджер Федерер 4–6, 7–5, 7–6(7–3), 6–4          | Енді Роддік                | Себастьян Грожан Маріо Анчич | Ллейтон Г'юїтт Флоріан Маєр Тім Генман Шенг Схалкен        |
| 21 червня 28 червня | Вімблдонський турнір London, UK Grand Slam $8,328,704 – grass Одиночний розряд – Парний розряд Мікст          | Йонас Бйоркман Тодд Вудбрідж 6–1, 6–4, 4–6, 6–4 | Юліан Ноул Ненад Зімоньїч  | Себастьян Грожан Маріо Анчич | Ллейтон Г'юїтт Флоріан Маєр Тім Генман Шенг Схалкен        |
| 21 червня 28 червня | Вімблдонський турнір London, UK Grand Slam $8,328,704 – grass Одиночний розряд – Парний розряд Мікст          | Вейн Блек Кара Блек 3–6, 7–6(10–8), 6–4         | Тодд Вудбрідж Алісія Молік | Себастьян Грожан Маріо Анчич | Ллейтон Г'юїтт Флоріан Маєр Тім Генман Шенг Схалкен        |

### Липень
| Тиждень  | Турнір | Чемпіони                                             | Фіналісти                       | Півфіналісти                        | Чвертьфіналісти                                                 |
| -------- | --- | ---------------------------------------------------- | ------------------------------- | ----------------------------------- | --------------------------------------------------------------- |
| 5 липня  | Swedish Open Бостад, Швеція International Series $375,750 – clay                                                                | Маріано Сабалета 6–1, 4–6, 7–6(7–4)                  | Гастон Гаудіо                   | Фернандо Гонсалес Робін Содерлінг   | Альберто Мартін Хуан Монако Хуан Ігнасіо Чела Рафаель Надаль    |
| 5 липня  | Swedish Open Бостад, Швеція International Series $375,750 – clay                                                                | Магеш Бгупаті Йонас Бйоркман 4–6, 7–6(7–2), 7–6(8–6) | Сімон Аспелін Тодд Перрі        | Фернандо Гонсалес Робін Содерлінг   | Альберто Мартін Хуан Монако Хуан Ігнасіо Чела Рафаель Надаль    |
| 5 липня  | Allianz Suisse Open Gstaad, Швейцарія International Series $544,750 – clay Одиночний розряд – Парний розряд                     | Роджер Федерер 6–2, 6–3, 5–7, 6–3                    | Ігор Андрєєв                    | Потіто Стараче Райнер Шуттлер       | Радек Штепанек Їржі Новак Фелікс Мантілья Рубен Рамірес Ідальго |
| 5 липня  | Allianz Suisse Open Gstaad, Швейцарія International Series $544,750 – clay Одиночний розряд – Парний розряд                     | Леандер Паес Давід Рікл 6–4, 6–2                     | Марк Россе Стен Вавринка        | Потіто Стараче Райнер Шуттлер       | Радек Штепанек Їржі Новак Фелікс Мантілья Рубен Рамірес Ідальго |
| 5 липня  | Hall of Fame Tennis Championships Ньюпорт, США International Series $380,000 – grass Одиночний розряд – Парний розряд           | Грег Руседскі 7–6(7–5), 7–6(8–2)                     | Александер Попп                 | Сіріль Сольньє Антоні Дюпюї         | Вінс Спейдія Юрген Мельцер Джефф Моррісон Олександр Богомолов   |
| 5 липня  | Hall of Fame Tennis Championships Ньюпорт, США International Series $380,000 – grass Одиночний розряд – Парний розряд           | Джордан Керр Джим Томас 6–3, 6–7(5–7), 6–3           | Грегорі Карраз Ніколя Маю       | Сіріль Сольньє Антоні Дюпюї         | Вінс Спейдія Юрген Мельцер Джефф Моррісон Олександр Богомолов   |
| 12 липня | Dutch Open Амерсфорт, Нідерланди International Series $375,750 – clay Одиночний розряд – Парний розряд                          | Мартін Веркерк 7–6(7–5), 4–6, 6–4                    | Фернандо Гонсалес               | Ніколас Массу Денніс ван Схеппінген | Томас Беренд Давід Санчес Альберто Мартін Ігор Андрєєв          |
| 12 липня | Dutch Open Амерсфорт, Нідерланди International Series $375,750 – clay Одиночний розряд – Парний розряд                          | Ярослав Левинський Давід Шкох 6–0, 2–6, 7–5          | Хосе Акасусо Луїс Орна          | Ніколас Массу Денніс ван Схеппінген | Томас Беренд Давід Санчес Альберто Мартін Ігор Андрєєв          |
| 12 липня | Mercedes Benz Cup Los Angeles, США International Series $380,000 – тверде Одиночний розряд – Парний розряд                      | Томмі Гаас 7–6(8–6), 6–4                             | Ніколас Кіфер                   | Сіріль Сольньє Джефф Моррісон       | Андре Агассі Марді Фіш Грег Руседскі Веслі Муді                 |
| 12 липня | Mercedes Benz Cup Los Angeles, США International Series $380,000 – тверде Одиночний розряд – Парний розряд                      | Боб Браян Майк Браян 6–3, 7–6(8–6)                   | Вейн Артурс Пол Генлі           | Сіріль Сольньє Джефф Моррісон       | Андре Агассі Марді Фіш Грег Руседскі Веслі Муді                 |
| 12 липня | Stuttgart Open Штутгарт, Німеччина International Series Gold $614,750 – clay                                                    | Гільєрмо Каньяс 5–7, 6–2, 6–0, 1–6, 6–3              | Гастон Гаудіо                   | Микола Давиденко Давид Феррер       | Радек Штепанек Альберт Коста Рафаель Надаль Їржі Новак          |
| 12 липня | Stuttgart Open Штутгарт, Німеччина International Series Gold $614,750 – clay                                                    | Їржі Новак Радек Штепанек 6–2, 6–4                   | Сімон Аспелін Тодд Перрі        | Микола Давиденко Давид Феррер       | Радек Штепанек Альберт Коста Рафаель Надаль Їржі Новак          |
| 19 липня | RCA Championships Індіанаполіс, США International Series $600,000 – тверде Одиночний розряд – Парний розряд                     | Енді Роддік 6–2, 6–3                                 | Ніколас Кіфер                   | Іван Любичич Грегорі Карраз         | Домінік Хрбати Себастьян Грожан Парадорн Шрічапхан Ноам Окун    |
| 19 липня | RCA Championships Індіанаполіс, США International Series $600,000 – тверде Одиночний розряд – Парний розряд                     | Джордан Керр Джим Томас 6–7(7–9), 7–6(7–3), 6–3      | Вейн Блек Кевін Ульєтт          | Іван Любичич Грегорі Карраз         | Домінік Хрбати Себастьян Грожан Парадорн Шрічапхан Ноам Окун    |
| 19 липня | Generali Open Кіцбюель, Австрія International Series Gold $724,750 – clay                                                       | Ніколас Массу 7–6(7–3), 6–4                          | Гастон Гаудіо                   | Райнер Шуттлер Фернандо Вердаско    | Флоріан Маєр Маріано Сабалета Фелісіано Лопес Луїс Орна         |
| 19 липня | Generali Open Кіцбюель, Австрія International Series Gold $724,750 – clay                                                       | Франтішек Чермак Леош Фридль 6–3, 7–5                | Лукас Арнольд Кер Мартін Гарсія | Райнер Шуттлер Фернандо Вердаско    | Флоріан Маєр Маріано Сабалета Фелісіано Лопес Луїс Орна         |
| 19 липня | Відкритий чемпіонат Хорватії з тенісу Умаг, Хорватія International Series $395,750 – clay                                       | Гільєрмо Каньяс 7–5, 6–3                             | Філіппо Воландрі                | Карлос Моя Гільєрмо Гарсія-Лопес    | Альберто Мартін Крістоф Вліген Алекс Калатрава Їржі Новак       |
| 19 липня | Відкритий чемпіонат Хорватії з тенісу Умаг, Хорватія International Series $395,750 – clay                                       | Хосе Акасусо Флавіо Саретта 4–6, 6–2, 6–4            | Ярослав Левинський Давід Шкох   | Карлос Моя Гільєрмо Гарсія-Лопес    | Альберто Мартін Крістоф Вліген Алекс Калатрава Їржі Новак       |
| 26 липня | Canada Masters 2004 and the Rogers AT&T Cup Торонто, Канада Masters Series $2,257,000 – тверде Одиночний розряд – Парний розряд | Роджер Федерер 7–5, 6–3                              | Енді Роддік                     | Томас Юганссон Ніколас Кіфер        | Фабріс Санторо Йоахім Йоханссон Юрген Мельцер Ян Герних         |
| 26 липня | Canada Masters 2004 and the Rogers AT&T Cup Торонто, Канада Masters Series $2,257,000 – тверде Одиночний розряд – Парний розряд | Магеш Бгупаті Леандер Паес 6–4, 6–2                  | Йонас Бйоркман Максим Мирний    | Томас Юганссон Ніколас Кіфер        | Фабріс Санторо Йоахім Йоханссон Юрген Мельцер Ян Герних         |

### Серпень
| Тиждень             | Турнір | Чемпіони                                                     | Фіналісти                      | Півфіналісти                                            | Півфіналісти                                           | Чвертьфіналісти                                                   |                 |
| ------------------- | --- | ------------------------------------------------------------ | ------------------------------ | ------------------------------------------------------- | ------------------------------------------------------ | ----------------------------------------------------------------- | --------------- |
| 2 серпня            | Western & Southern Financial Group Masters Мейсон, США Masters Series $2,450,000 – тверде Одиночний розряд – Парний розряд                                                                                   | Андре Агассі 6–3, 3–6, 6–2                                   | Ллейтон Г'юїтт                 | Томмі Робредо Енді Роддік                               | Томмі Робредо Енді Роддік                              | Фабріс Санторо Марат Сафін Карлос Моя Томмі Гаас                  |                 |
| 2 серпня            | Western & Southern Financial Group Masters Мейсон, США Masters Series $2,450,000 – тверде Одиночний розряд – Парний розряд                                                                                   | Марк Ноулз Деніел Нестор 6–2, 3–6, 6–3                       | Йонас Бйоркман Тодд Вудбрідж   | Томмі Робредо Енді Роддік                               | Томмі Робредо Енді Роддік                              | Фабріс Санторо Марат Сафін Карлос Моя Томмі Гаас                  |                 |
| 9 серпня            | Idea Prokom Open Сопот, Польща International Series $494,750 – clay Одиночний розряд – Парний розряд | Рафаель Надаль 6–3, 6–4                                      | Хосе Акасусо                   | Хуан Монако Фелікс Мантілья                             | Хуан Монако Фелікс Мантілья                            | Марк Лопес Таррес Їржі Ванек Франко Скілларі Адріан Гарсія        |                 |
| 9 серпня            | Idea Prokom Open Сопот, Польща International Series $494,750 – clay Одиночний розряд – Парний розряд | Франтішек Чермак Леош Фридль 2–6, 6–2, 6–3                   | Мартін Гарсія Себастьян Прієто | Хуан Монако Фелікс Мантілья                             | Хуан Монако Фелікс Мантілья                            | Марк Лопес Таррес Їржі Ванек Франко Скілларі Адріан Гарсія        |                 |
| 16 серпня           | Теніс на літніх Олімпійських іграх Афіни, Греція Olympic Games hard Теніс на літніх Олімпійських іграх 2004 — чоловічий одиночний турнір – Теніс на літніх Олімпійських іграх 2004 — чоловічий парний турнір | Золото                                                       | Срібло                         | Бронза                                                  | Бронза                                                 | Чвертьфіналісти                                                   | Чвертьфіналісти |
| 16 серпня           | Теніс на літніх Олімпійських іграх Афіни, Греція Olympic Games hard Теніс на літніх Олімпійських іграх 2004 — чоловічий одиночний турнір – Теніс на літніх Олімпійських іграх 2004 — чоловічий парний турнір | Ніколас Массу 6–3, 3–6, 2–6, 6–3, 6–4                        | Марді Фіш                      | Фернандо Гонсалес 6–4, 2–6, 16–14 4-е місце Тейлор Дент | Томаш Бердих Карлос Моя Михайло Южний Себастьян Грожан | Томаш Бердих Карлос Моя Михайло Южний Себастьян Грожан            |                 |
| 16 серпня           | Теніс на літніх Олімпійських іграх Афіни, Греція Olympic Games hard Теніс на літніх Олімпійських іграх 2004 — чоловічий одиночний турнір – Теніс на літніх Олімпійських іграх 2004 — чоловічий парний турнір | Фернандо Гонсалес Ніколас Массу 6–2, 4–6, 3–6, 7–6(9–7), 6–4 | Ніколас Кіфер Райнер Шуттлер   | Фернандо Гонсалес 6–4, 2–6, 16–14 4-е місце Тейлор Дент | Томаш Бердих Карлос Моя Михайло Южний Себастьян Грожан | Томаш Бердих Карлос Моя Михайло Южний Себастьян Грожан            |                 |
| 16 серпня           | Legg Mason Tennis Classic Вашингтон, США International Series $500,000 – тверде Одиночний розряд – Парний розряд                                                                                             | Ллейтон Г'юїтт 6–3, 6–4                                      | Жіль Мюллер                    | Андре Агассі Роббі Джінепрі                             | Андре Агассі Роббі Джінепрі                            | Поль-Анрі Матьє Мішель Кратохвіл Рамон Слюйтер Сіріль Сольньє     |                 |
| 16 серпня           | Legg Mason Tennis Classic Вашингтон, США International Series $500,000 – тверде Одиночний розряд – Парний розряд                                                                                             | Кріс Гаггард Роббі Куніґ 7–6(7–3), 6–1                       | Тревіс Перротт Дмитро Турсунов | Андре Агассі Роббі Джінепрі                             | Андре Агассі Роббі Джінепрі                            | Поль-Анрі Матьє Мішель Кратохвіл Рамон Слюйтер Сіріль Сольньє     |                 |
| 23 серпня           | Connecticut Open Лонг-Айленд, США International Series $380,000 – тверде | Ллейтон Г'юїтт 6–3, 6–1                                      | Луїс Орна                      | Парадорн Шрічапхан Дмитро Турсунов                      | Парадорн Шрічапхан Дмитро Турсунов                     | Микола Давиденко Йоахім Йоханссон Юрген Мельцер Хуан Ігнасіо Чела |                 |
| 23 серпня           | Connecticut Open Лонг-Айленд, США International Series $380,000 – тверде | Антоні Дюпюї Мікаель Льодра 6–2, 6–4                         | Їв Аллегро Міхаель Кольманн    | Парадорн Шрічапхан Дмитро Турсунов                      | Парадорн Шрічапхан Дмитро Турсунов                     | Микола Давиденко Йоахім Йоханссон Юрген Мельцер Хуан Ігнасіо Чела |                 |
| 30 серпня 6 вересня | Відкритий чемпіонат США з тенісу Flushing, Нью-Йорк, США Grand Slam $7,946,000 – тверде Одиночний розряд – Парний розряд Мікст                                                                               | Роджер Федерер 6–0, 7–6(7–3), 6–0                            | Ллейтон Г'юїтт                 | Тім Генман Йоахім Йоханссон                             | Тім Генман Йоахім Йоханссон                            | Андре Агассі Домінік Хрбати Томмі Гаас Енді Роддік                |                 |
| 30 серпня 6 вересня | Відкритий чемпіонат США з тенісу Flushing, Нью-Йорк, США Grand Slam $7,946,000 – тверде Одиночний розряд – Парний розряд Мікст                                                                               | Марк Ноулз Деніел Нестор 6–3, 6–3                            | Леандер Паес Давід Рікл        | Тім Генман Йоахім Йоханссон                             | Тім Генман Йоахім Йоханссон                            | Андре Агассі Домінік Хрбати Томмі Гаас Енді Роддік                |                 |
| 30 серпня 6 вересня | Відкритий чемпіонат США з тенісу Flushing, Нью-Йорк, США Grand Slam $7,946,000 – тверде Одиночний розряд – Парний розряд Мікст                                                                               | Боб Браян Віра Звонарьова 6–3, 6–4                           | Тодд Вудбрідж Алісія Молік     | Тім Генман Йоахім Йоханссон                             | Тім Генман Йоахім Йоханссон                            | Андре Агассі Домінік Хрбати Томмі Гаас Енді Роддік                |                 |

### Вересень
| Тиждень    | Турнір | Чемпіони                                                    | Фіналісти                           | Півфіналісти                      | Чвертьфіналісти                                                     |
| ---------- | --- | ----------------------------------------------------------- | ----------------------------------- | --------------------------------- | ------------------------------------------------------------------- |
| 13 вересня | China Open Пекін, КНР International Series $500,000 – тверде Одиночний розряд – Парний розряд                                           | Марат Сафін 7–6(7–4), 7–5                                   | Михайло Южний                       | Парадорн Шрічапхан Яркко Ніємінен | Лі Хьон Тхек Домінік Хрбати Давід Налбандян Кевін Кім               |
| 13 вересня | China Open Пекін, КНР International Series $500,000 – тверде Одиночний розряд – Парний розряд                                           | Джастін Гімелстоб Грейдон Олівер 4–6, 6–4, 7–6(8–6)         | Олександр Богомолов Тейлор Дент     | Парадорн Шрічапхан Яркко Ніємінен | Лі Хьон Тхек Домінік Хрбати Давід Налбандян Кевін Кім               |
| 13 вересня | Romanian Open Бухарест, Румунія International Series $375,000 – clay                                                                    | Хосе Акасусо 6–3, 6–0                                       | Ігор Андрєєв                        | Філіппо Воландрі Флоріан Маєр     | Віктор Генеску Поль-Анрі Матьє Фелікс Мантілья Давид Феррер         |
| 13 вересня | Romanian Open Бухарест, Румунія International Series $375,000 – clay                                                                    | Лукас Арнольд Кер Маріано Худ 7–6(7–5), 6–1                 | Хосе Акасусо Оскар Ернандес         | Філіппо Воландрі Флоріан Маєр     | Віктор Генеску Поль-Анрі Матьє Фелікс Мантілья Давид Феррер         |
| 13 вересня | Delray Beach International Tennis Championships Делрей-Біч, США International Series $380,000 – тверде Одиночний розряд – Парний розряд | Рікардо Мелло 7–6(7–2), 6–3                                 | Вінс Спейдія                        | Джефф Салзенстейн Маріо Анчич     | Г'юго Армандо Грег Руседскі Кеннет Карлсен Жером Гольмар            |
| 13 вересня | Delray Beach International Tennis Championships Делрей-Біч, США International Series $380,000 – тверде Одиночний розряд – Парний розряд | Леандер Паес Радек Штепанек 6–0, 6–3                        | Гастон Етліс Мартін Родрігес        | Джефф Салзенстейн Маріо Анчич     | Г'юго Армандо Грег Руседскі Кеннет Карлсен Жером Гольмар            |
| 20 вересня | Davis Cup by BNP Paribas Semifinals Чарлстон, США – тверде Аліканте, Іспанія – clay                                                     | Semifinal winners Сполучені Штати Америки 4–0 · Іспанія 4–1 | Semifinal losers Білорусь · Франція |                                   |                                                                     |
| 27 вересня | Thailand Open Бангкок, Таїланд International Series $550,000 – тверде (i) Одиночний розряд – Парний розряд                              | Роджер Федерер 6–4, 6–0                                     | Енді Роддік                         | Парадорн Шрічапхан Марат Сафін    | Робін Содерлінг Денніс ван Схеппінген Флавіо Саретта Томас Юганссон |
| 27 вересня | Thailand Open Бангкок, Таїланд International Series $550,000 – тверде (i) Одиночний розряд – Парний розряд                              | Джастін Гімелстоб Грейдон Олівер 5–7, 6–4, 6–4              | Їв Аллегро Роджер Федерер           | Парадорн Шрічапхан Марат Сафін    | Робін Содерлінг Денніс ван Схеппінген Флавіо Саретта Томас Юганссон |
| 27 вересня | Campionati Internazionali di Sicilia Палермо, Італія International Series $375,500 – clay                                               | Томаш Бердих 6–3, 6–3                                       | Філіппо Воландрі                    | Хуан Монако Давид Феррер          | Ніколас Массу Олів'є Мютіс Микола Давиденко Андреас Сеппі           |
| 27 вересня | Campionati Internazionali di Sicilia Палермо, Італія International Series $375,500 – clay                                               | Лукас Арнольд Кер Маріано Худ 7–5, 6–2                      | Гастон Етліс Мартін Родрігес        | Хуан Монако Давид Феррер          | Ніколас Массу Олів'є Мютіс Микола Давиденко Андреас Сеппі           |
| 27 вересня | Heineken Open Shanghai Шанхай, КНР International Series $380,000 – тверде                                                               | Гільєрмо Каньяс 6–1, 6–0                                    | Ларс Бургсмюллер                    | Кеннет Карлсен Їржі Новак         | Давіде Сангінетті Жіль Мюллер Рікардо Мелло Ян-Майкл Гембілл        |
| 27 вересня | Heineken Open Shanghai Шанхай, КНР International Series $380,000 – тверде                                                               | Джаред Палмер Павел Візнер 4–6, 7–6(7–4), 7–6(13–11)        | Рік Ліч Браян Макфі                 | Кеннет Карлсен Їржі Новак         | Давіде Сангінетті Жіль Мюллер Рікардо Мелло Ян-Майкл Гембілл        |

### Жовтень
| Тиждень   | Турнір | Чемпіони                                      | Фіналісти                         | Півфіналісти                   | Чвертьфіналісти                                              |
| --------- | --- | --------------------------------------------- | --------------------------------- | ------------------------------ | ------------------------------------------------------------ |
| 4 жовтня  | Grand Prix de Tennis de Lyon Ліон, Франція International Series $791,750 – carpet (i) 32S/16D Одиночний розряд – Парний розряд     | Робін Содерлінг 6–2, 3–6, 6–4                 | Ксав'є Малісс                     | Давид Феррер Вінс Спейдія      | Михайло Южний Йонас Бйоркман Йоахім Йоханссон Юрген Мельцер  |
| 4 жовтня  | Grand Prix de Tennis de Lyon Ліон, Франція International Series $791,750 – carpet (i) 32S/16D Одиночний розряд – Парний розряд     | Джонатан Ерліх Енді Рам 7–6(7–2), 6–2         | Йонас Бйоркман Радек Штепанек     | Давид Феррер Вінс Спейдія      | Михайло Южний Йонас Бйоркман Йоахім Йоханссон Юрген Мельцер  |
| 4 жовтня  | Відкритий чемпіонат Японії з тенісу AIG Tokyo, Японія International Series Gold $690,000 – тверде Одиночний розряд – Парний розряд | Їржі Новак 5–7, 6–1, 6–3                      | Тейлор Дент                       | Ллейтон Г'юїтт Богдан Уліграх  | Сіріль Сольньє Парадорн Шрічапхан Б'єрн Фау Жіль Мюллер      |
| 4 жовтня  | Відкритий чемпіонат Японії з тенісу AIG Tokyo, Японія International Series Gold $690,000 – тверде Одиночний розряд – Парний розряд | Джаред Палмер Павел Візнер 5–1 ret.           | Їржі Новак Петр Пала              | Ллейтон Г'юїтт Богдан Уліграх  | Сіріль Сольньє Парадорн Шрічапхан Б'єрн Фау Жіль Мюллер      |
| 11 жовтня | Open de Moselle Мец, Франція International Series $375,750 – тверде (i)                                                            | Жером Енель 7–6(11–9), 6–4                    | Рішар Гаске                       | Поль-Анрі Матьє Джефф Моррісон | Іван Любичич Арно Клеман Алекс Корретха Гаель Монфіс         |
| 11 жовтня | Open de Moselle Мец, Франція International Series $375,750 – тверде (i)                                                            | Арно Клеман Ніколя Маю 6–2, 7–6(10–8)         | Іван Любичич Урос Віко            | Поль-Анрі Матьє Джефф Моррісон | Іван Любичич Арно Клеман Алекс Корретха Гаель Монфіс         |
| 11 жовтня | Кубок Кремля Moscow, Росія International Series $1,000,000 – carpet (i) Одиночний розряд – Парний розряд                           | Микола Давиденко 3–6, 6–3, 7–5                | Грег Руседскі                     | Михайло Южний Домінік Хрбати   | Радек Штепанек Кеннет Карлсен Ігор Куніцин Йоахім Йоханссон  |
| 11 жовтня | Кубок Кремля Moscow, Росія International Series $1,000,000 – carpet (i) Одиночний розряд – Парний розряд                           | Ігор Андрєєв Микола Давиденко 3–6, 6–3, 6–4   | Магеш Бгупаті Йонас Бйоркман      | Михайло Южний Домінік Хрбати   | Радек Штепанек Кеннет Карлсен Ігор Куніцин Йоахім Йоханссон  |
| 11 жовтня | BA-CA-TennisTrophy Відень, Австрія International Series Gold $682,750 – тверде (i) Одиночний розряд – Парний розряд                | Фелісіано Лопес 6–4, 1–6, 7–5, 3–6, 7–5       | Гільєрмо Каньяс                   | Томмі Гаас Давіде Сангінетті   | Давід Налбандян Роббі Джінепрі Райнер Шуттлер Ніколас Массу  |
| 11 жовтня | BA-CA-TennisTrophy Відень, Австрія International Series Gold $682,750 – тверде (i) Одиночний розряд – Парний розряд                | Мартін Дамм Цирил Сук 6–7(4–7), 6–4, 7–6(7–4) | Гастон Етліс Мартін Родрігес      | Томмі Гаас Давіде Сангінетті   | Давід Налбандян Роббі Джінепрі Райнер Шуттлер Ніколас Массу  |
| 18 жовтня | Madrid Masters Мадрид, Іспанія Masters Series $2,425,500 – тверде (i) Одиночний розряд – Парний розряд                             | Марат Сафін 6–2, 6–4, 6–3                     | Давід Налбандян                   | Іван Любичич Андре Агассі      | Йоахім Йоханссон Тейлор Дент Луїс Орна Томмі Робредо         |
| 18 жовтня | Madrid Masters Мадрид, Іспанія Masters Series $2,425,500 – тверде (i) Одиночний розряд – Парний розряд                             | Марк Ноулз Деніел Нестор 6–3, 6–4             | Боб Браян Майк Браян              | Іван Любичич Андре Агассі      | Йоахім Йоханссон Тейлор Дент Луїс Орна Томмі Робредо         |
| 25 жовтня | Davidoff Swiss Indoors Базель, Швейцарія International Series $989,750 – carpet (i) Одиночний розряд – Парний розряд               | Їржі Новак 5–7, 6–3, 6–4, 1–6, 6–2            | Давід Налбандян                   | Ніколас Массу Штефан Коубек    | Богдан Уліграх Райнер Шуттлер Іван Любичич Тім Генман        |
| 25 жовтня | Davidoff Swiss Indoors Базель, Швейцарія International Series $989,750 – carpet (i) Одиночний розряд – Парний розряд               | Боб Браян Майк Браян 7–6(11–9), 6–2           | Лукас Арнольд Кер Маріано Худ     | Ніколас Массу Штефан Коубек    | Богдан Уліграх Райнер Шуттлер Іван Любичич Тім Генман        |
| 25 жовтня | St. Petersburg Open Санкт-Петербург, Росія International Series $1,000,000 – carpet (i) Одиночний розряд – Парний розряд           | Михайло Южний 6–2, 6–2                        | Кароль Бек                        | Мікаель Льодра Грег Руседскі   | Марат Сафін Сіріль Сольньє Жульєн Беннето Іво Карлович       |
| 25 жовтня | St. Petersburg Open Санкт-Петербург, Росія International Series $1,000,000 – carpet (i) Одиночний розряд – Парний розряд           | Арно Клеман Мікаель Льодра 6–3, 6–2           | Домінік Хрбати Ярослав Левинський | Мікаель Льодра Грег Руседскі   | Марат Сафін Сіріль Сольньє Жульєн Беннето Іво Карлович       |
| 25 жовтня | Stockholm Open Стокгольм, Швеція International Series $643,750 – тверде (i) Одиночний розряд – Парний розряд                       | Томас Юганссон 3–6, 6–3, 7–6(7–4)             | Андре Агассі                      | Томмі Гаас Міхаель Рідерстедт  | Фернандо Вердаско Олів'є Рохус Андрей Павел Йоахім Йоханссон |
| 25 жовтня | Stockholm Open Стокгольм, Швеція International Series $643,750 – тверде (i) Одиночний розряд – Парний розряд                       | Фелісіано Лопес Фернандо Вердаско 6–4, 6–4    | Вейн Артурс Пол Генлі             | Томмі Гаас Міхаель Рідерстедт  | Фернандо Вердаско Олів'є Рохус Андрей Павел Йоахім Йоханссон |

### Листопад
| Тиждень                  | Турнір                                                                                                  | Чемпіони                                | Фіналісти               | Півфіналісти                  | Чвертьфіналісти                                              |
| ------------------------ | --- | --------------------------------------- | ----------------------- | ----------------------------- | ------------------------------------------------------------ |
| 1 листопада              | Paris Masters Paris, Франція Masters Series $2,425,250 – carpet (i) Одиночний розряд – Парний розряд    | Марат Сафін 6–3, 7–6(7–5), 6–3          | Радек Штепанек          | Максим Мирний Гільєрмо Каньяс | Робін Содерлінг Михайло Южний Фелісіано Лопес Ллейтон Г'юїтт |
| 1 листопада              | Paris Masters Paris, Франція Masters Series $2,425,250 – carpet (i) Одиночний розряд – Парний розряд    | Йонас Бйоркман Тодд Вудбрідж 6–3, 6–4   | Вейн Блек Кевін Ульєтт  | Максим Мирний Гільєрмо Каньяс | Робін Содерлінг Михайло Южний Фелісіано Лопес Ллейтон Г'юїтт |
| 8 листопада 15 листопада | Tennis Masters Cup Х'юстон, США Tennis Masters Cup $4,450,000 – тверде Одиночний розряд – Парний розряд | Роджер Федерер 6–3, 6–2                 | Ллейтон Г'юїтт          | Енді Роддік Марат Сафін       | Карлос Моя Гастон Гаудіо Тім Генман Гільєрмо Кор'я           |
| 8 листопада 15 листопада | Tennis Masters Cup Х'юстон, США Tennis Masters Cup $4,450,000 – тверде Одиночний розряд – Парний розряд | Боб Браян Майк Браян 4–6, 7–5, 6–4, 6–2 | Вейн Блек Кевін Ульєтт  | Енді Роддік Марат Сафін       | Карлос Моя Гастон Гаудіо Тім Генман Гільєрмо Кор'я           |
| 29 листопада             | Davis Cup by BNP Paribas Final Севілья, Іспанія – clay                                                  | Іспанія 3–2                             | Сполучені Штати Америки |                               |                                                              |

## Статистична інформація

### Рейтинги одиночного розряду
| 29 грудня 2003 | 29 грудня 2003        | 29 грудня 2003  | 29 грудня 2003 |
| Ранг           | Тенісист              | Країна          | Пункти         |
| -------------- | --------------------- | --------------- | -------------- |
| 1              | Енді Роддік           | США             | 4,535          |
| 2              | Роджер Федерер        | Швейцарія       | 4,375          |
| 3              | Хуан Карлос Ферреро   | Іспанія         | 4,205          |
| 4              | Андре Агассі          | США             | 3,425          |
| 5              | Гільєрмо Кор'я        | Аргентина       | 3,330          |
| 6              | Райнер Шуттлер        | Німеччина       | 3,205          |
| 7              | Карлос Моя            | Іспанія         | 2,280          |
| 8              | Давід Налбандян       | Аргентина       | 2,060          |
| 9              | Марк Філіппуссіс      | Австралія       | 1,615          |
| 10             | Себастьян Грожан      | Франція         | 1,610          |
| 11             | Парадорн Шрічапхан    | Таїланд         | 1,595          |
| 12             | Ніколас Массу         | Чилі            | 1,559          |
| 13             | Їржі Новак (тенісист) | Чехія           | 1,510          |
| 14             | Юнес Ель-Айнауї       | Марокко         | 1,480          |
| 15             | Тім Генман            | Велика Британія | 1,480          |
| 16             | Густаво Куертен       | Бразилія        | 1,470          |
| 17             | Ллейтон Г'юїтт        | Австралія       | 1,450          |
| 18             | Шенг Схалкен          | Нідерланди      | 1,445          |
| 19             | Мартін Веркерк        | Нідерланди      | 1,425          |
| 20             | Марді Фіш             | США             | 1,300          |

| Рейтинг на кінець 2004 | Рейтинг на кінець 2004 | Рейтинг на кінець 2004 | Рейтинг на кінець 2004 | Рейтинг на кінець 2004 | Рейтинг на кінець 2004 | Рейтинг на кінець 2004 |
| Ранг                   | Тенісист               | Країна                 | Пункти                 | Від                    | До                     | Зміна                  |
| ---------------------- | ---------------------- | ---------------------- | ---------------------- | ---------------------- | ---------------------- | ---------------------- |
| 1                      | Роджер Федерер         | Швейцарія              | 6,335                  | 1                      | 2                      | ▲ 1                    |
| 2                      | Енді Роддік            | США                    | 3,655                  | 1                      | 3                      | ▼ 1                    |
| 3                      | Ллейтон Г'юїтт         | Австралія              | 3,590                  | 3                      | 20                     | ▲ 14                   |
| 4                      | Марат Сафін            | Росія                  | 3,060                  | 4                      | 86                     | ▲ 73                   |
| 5                      | Карлос Моя             | Іспанія                | 2,520                  | 4                      | 9                      | ▲ 2                    |
| 6                      | Тім Генман             | Велика Британія        | 2,465                  | 4                      | 15                     | ▲ 9                    |
| 7                      | Гільєрмо Кор'я         | Аргентина              | 2,400                  | 3                      | 7                      | ▼ 2                    |
| 8                      | Андре Агассі           | США                    | 2,100                  | 4                      | 11                     | ▼ 4                    |
| 9                      | Давід Налбандян        | Аргентина              | 1,945                  | 4                      | 14                     | ▼ 1                    |
| 10                     | Гастон Гаудіо          | Аргентина              | 1,920                  | 8                      | 44                     | ▲ 24                   |
| 11                     | Йоахім Йоханссон       | Швеція                 | 1,595                  | 11                     | 95                     | ▲ 84                   |
| 12                     | Гільєрмо Каньяс        | Аргентина              | 1,595                  | 11                     | 272                    | ▲ 260                  |
| 13                     | Томмі Робредо          | Іспанія                | 1,465                  | 12                     | 27                     | ▲ 8                    |
| 14                     | Домінік Хрбати         | Словаччина             | 1,380                  | 12                     | 61                     | ▲ 47                   |
| 15                     | Себастьян Грожан       | Франція                | 1,370                  | 9                      | 16                     | ▼ 5                    |
| 16                     | Михайло Южний          | Росія                  | 1,340                  | 16                     | 58                     | ▲ 27                   |
| 17                     | Томмі Гаас             | Німеччина              | 1,330                  | 17                     | NR                     | NR                     |
| 18                     | Андрей Павел           | Румунія                | 1,325                  | 13                     | 69                     | ▲ 51                   |
| 19                     | Ніколас Массу          | Чилі                   | 1,320                  | 9                      | 19                     | ▼ 7                    |
| 20                     | Вінс Спейдія           | США                    | 1,285                  | 19                     | 36                     | ▲ 9                    |

## Завершили кар'єру
- Ренцо Фурлан (нар. 17 травня 1970)
- Марк-Кевін Гелльнер (нар. 22 вересня 1970)
- Горан Іванишевич (нар. 13 вересня 1971)
- Магнус Ларссон (нар. 25 березня 1970)
- Тодд Мартін (нар. 8 липня 1970)
- Маґнус Норман (нар. 30 травня 1976)
- Марсело Ріос (нар. 26 грудня 1975)